# (3910) Liszt
(3910) Liszt es un asteroide que forma parte del cinturón de asteroides y fue descubierto por Eric Walter Elst el 16 de septiembre de 1988 desde el Observatorio de la Alta Provenza, Francia.

## Designación y nombre
Liszt se designó inicialmente como 1988 SF.
Más adelante, en 1989, fue nombrado en honor del compositor húngaro Franz Liszt (1811-1886).

## Características orbitales
Liszt está situado a una distancia media de 2,795 ua del Sol, pudiendo acercarse hasta 2,426 ua y alejarse hasta 3,163 ua. Su excentricidad es 0,1319 y la inclinación orbital 8,688 grados. Emplea en completar una órbita alrededor del Sol 1706 días.

## Características físicas
La magnitud absoluta de Liszt es 11,8 y el periodo de rotación de 4,73 horas. Está asignado al tipo espectral S de la clasificación SMASSII.